# Uferwall
Uferwälle werden an Flüssen auch Uferdamm, natürlicher Flussdamm oder Rehne genannt. Es gibt sie auch an sehr flachen Meeresküsten, dort wegen ihrer größeren Breite auch Uferrücken genannt.
Sie liegen in Bereichen, die bei Hochwasser gerade noch überflutet werden. Da hier die Strömungen langsamer sind, als in Bereichen tieferen Wassers, setzen sich vom Hochwasser herangeführte Schwebstoffe hier ab. Weiter vom Gewässer entfernte Bereiche erhalten keine oder weniger Ablagerungen und liegen dadurch schließlich tiefer.
An Flüssen kann der Uferwall gleich an der Uferlinie mittlerer Wasserführung beginnen, wobei grobkörnigere Sedimente näher am Flussbett abgelagert werden als feinkörnigere. Geht die Anschwemmung der Uferwälle mit deutlicher Sedimentation im Flussbett selber einher, so entsteht ein Dammfluss.
An den flachen Gezeitenküsten der Deutschen Bucht bildeten sich vor der Ära des Deichbaus Uferrücken im Abstand von einem Kilometer und mehr zum Ufer, in einem Gürtel, der nur von Sturmfluten überspült wurde, aber nicht von den täglichen Tiden. Wegen des etwas höher gelegenen und auch festeren Bodens wurden auf Uferrücken die ersten Siedlungen der heutigen Marschgebiete angelegt. Hochwasserschutz boten sie aber aufgrund der geologischen Entstehung nur in Phasen sinkender Meeresspiegel.
Die Entstehung von Uferrücken behinderte den Abfluss von Oberflächenwasser aus dem Binnenland; die Staunässe führte zu dessen Vermoorung.
Nach der Anlage großer Seedeiche entstanden auf die gleiche Weise wie vorher Uferrücken nun Poldertreppen, das heißt früh eingedeichte Flächen liegen nun tiefer als später eingedeichte, auf denen das Meer mehr Sediment angespült hat.